# My2 Octantis
My2 Octantis (μ2 Octantis, förkortat My2 Oct, μ2 Oct) som är stjärnans Bayerbeteckning, är en dubbelstjärna belägen i den yttre delen av stjärnbilden Oktanten. Den är även benämnd HD 196067 och har en skenbar magnitud på 6,51 och är svagt synlig för blotta ögat där ljusföroreningar ej förekommer. Baserat på parallaxmätning inom Hipparcosuppdraget på ca 22,6 mas, beräknas den befinna sig på ett avstånd på ca 140 ljusår (ca 44 parsek) från solen.

## Egenskaper
My2 Octantis A är en vit till gul stjärna i huvudserien av spektralklass G1 V. Den har en massa som är omkring 20 procent större än solens massa, en radie som är ca 1,7 gånger större än solens och utsänder från dess fotosfär ca 3,7 gånger mera energi än solen vid en effektiv temperatur på ca 6 000 K.
Följeslagaren My2 Octantis B, även benämnd HD 196068 (HIP 102128, LTT 8160), är en annan huvudseriestjärna av spektraltyp G och med en skenbar magnitud på 7,18. Den har en effektiv temperatur på ca 6 000 K och dess massa är knappt 20 procent större än solens. De båda stjärnorna är gravitationsbundna och separerade med 17 bågsekunder motsvarande 740 AE.

## Planetariskt system
Från 1998 till 2012 observerades My2 Octantis med hjälp av CORALIE-instrumentet på ESO:s La Silla-observatorium.
År 2012 upplöstes, baserat på radiell hastighet, en planet med lång omloppsperiod (3 638 dygn) och vidsträckt omloppsbana kring primärstjärnan. Detta publicerades i november. Planeten har av B-stjärnan HD 196068 dragits till ett excentriskt (0,66) omlopp.